# Maria I. (Portugal)

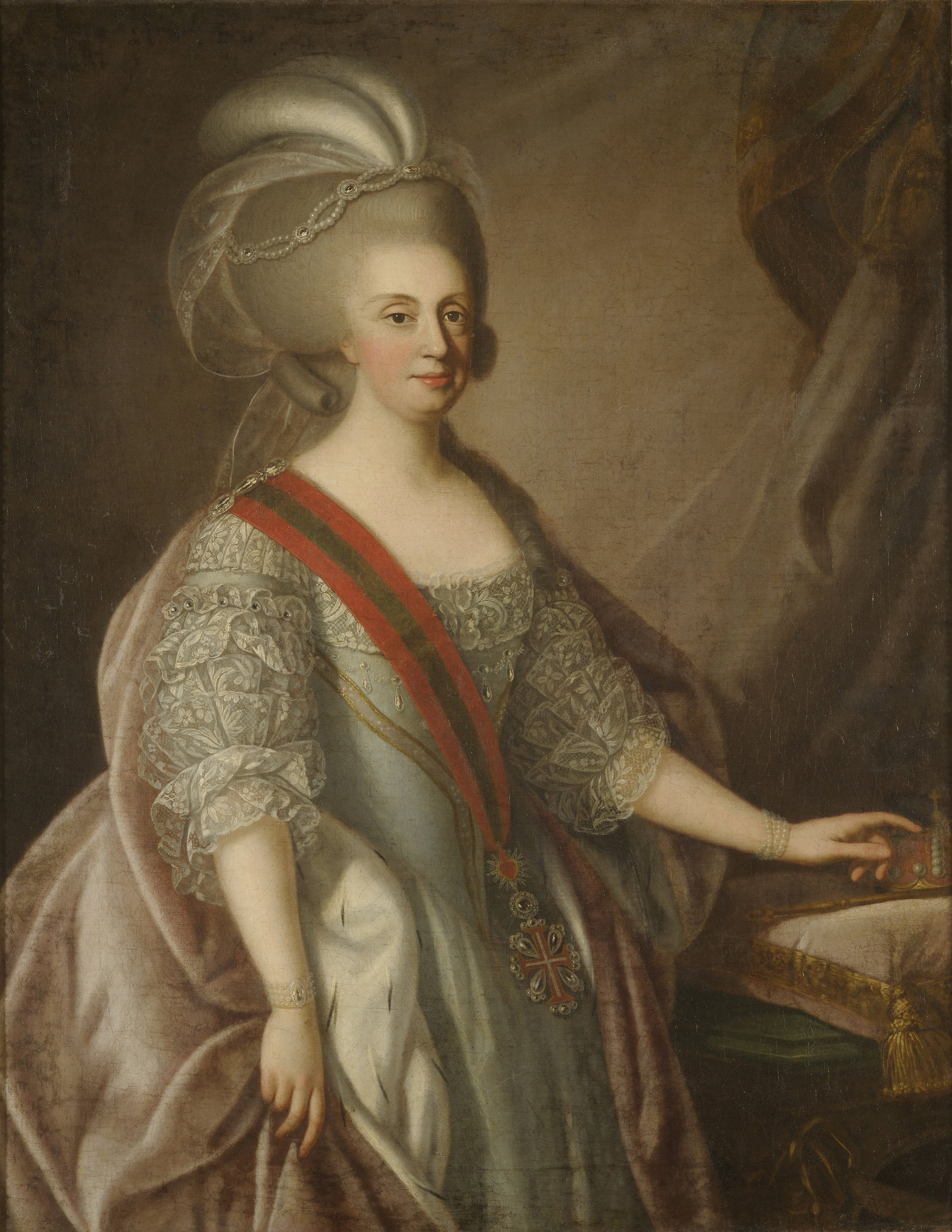
Maria I, Königin von Portugal, 1783

Maria I. (komplett: Maria Francisca Isabel Josefa Antónia Gertrudes Rita Joana de Bragança) (* 17. Dezember 1734 in Lissabon; † 20. März 1816 in Rio de Janeiro) war von 1777 bis 1816 Königin von Portugal aus dem Hause Braganza und von 1815 bis 1816 auch Königin von Brasilien. Sie war die erste Frau auf dem portugiesischen Thron.

## Frühe Jahre

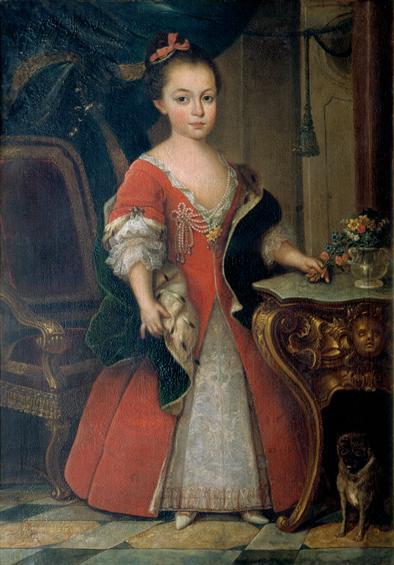
Maria Francisca, Prinzessin von Beira, Pavona, 1739

Maria I., genannt „die Fromme“ (portugiesisch a Piedosa), war die älteste Tochter von Joseph I. von Portugal und dessen Gemahlin Maria Anna Viktoria von Spanien. Sie wurde im Ribeira-Palast in Lissabon geboren und unter dem Namen Maria Francisca Isabel Josefa Antónia Gertrudes Rita Joana getauft. Am Tag ihrer Geburt ernannte ihr Großvater, König Johann V. von Portugal, sie zur Prinzessin von Beira.
Als ihr Vater 1750 als Joseph I. den Thron bestieg, wurde Maria im Alter von 16 Jahren als ältestes Kind Erbe des Thrones und erhielt daraufhin die traditionellen Titel Prinzessin von Brasilien und Herzogin von Braganza.

### Kindheit
Maria wuchs in einer Zeit auf, in der die Regierung ihres Vaters vollständig von Sebastião José de Carvalho e Melo, dem ersten Marquês de Pombal, dominiert wurde. Ihr Vater zog sich dabei oft in den Palast von Queluz zurück, der später Maria und ihrem Ehemann übergeben wurde. Der Marquês übernahm am 1. November 1755 die Kontrolle über die Regierung nach dem schrecklichen Erdbeben in Lissabon, bei dem rund 100.000 Menschen ums Leben kamen. Der Palast, in dem Maria geboren wurde, wurde ebenfalls bei der Katastrophe zerstört.
Nach dem Erdbeben fühlte sich Marias Vater bei dem Gedanken, in geschlossenen Räumen zu verweilen, oft unwohl und litt später unter Klaustrophobie. Der König ließ in Ajuda, außerhalb des Stadtzentrums, einen Palast errichten. Dieser Palast wurde als Real Barraca de Ajuda (Königliche Hütte in Ajuda) bekannt, weil er aus Holz bestand. Die Familie verbrachte viel Zeit im großen Palast und es war der Geburtsort von Marias erstem Kind. 1794 brannte der Palast nieder und an seiner Stelle wurde der Palast von Ajuda errichtet.
Ihr Vater hatte keine Söhne und Maria wurde Thronfolgerin. Da aber die weibliche Thronfolge zu dieser Zeit in Portugal aber noch sehr unüblich war, verheiratete ihr Vater Joseph I. seine Tochter mit seinem jüngeren Bruder Peter III., der beim Festhalten an der männlichen Thronfolge als nächster berufen gewesen wäre. So kam es also, dass die 26-jährige Maria 1760 ihren eigenen, 43 Jahre alten Onkel heiratete.
Sie hatten sechs Kinder, von denen der älteste überlebende Sohn Maria nach ihrem Tod 1816 als Johann VI. folgte.

## Herrschaft

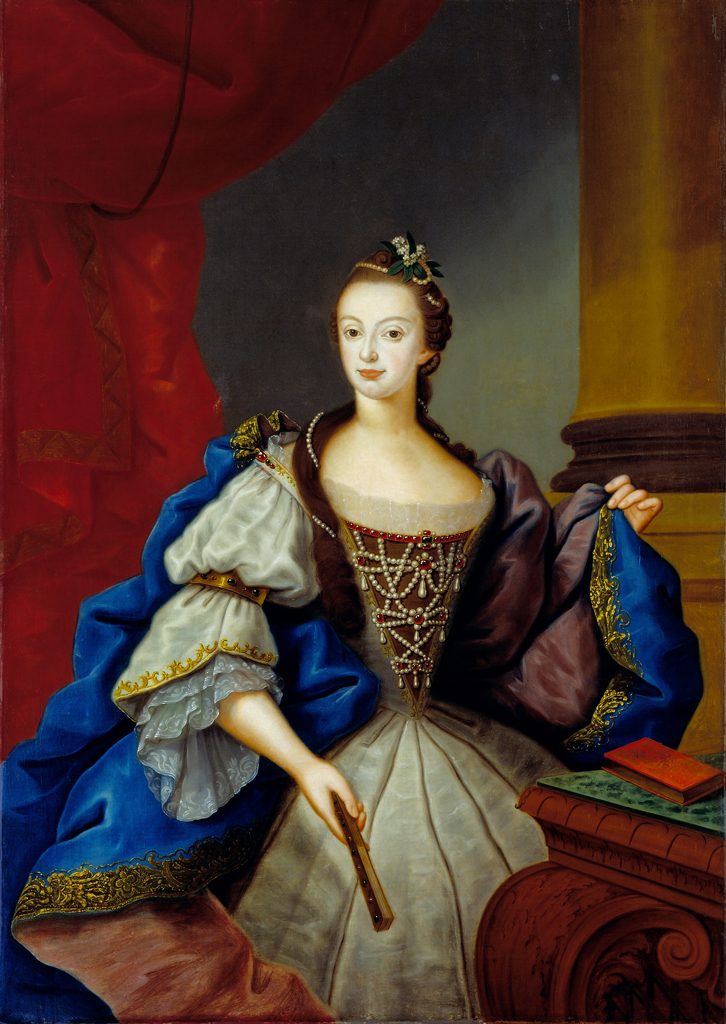
Maria Francisca Isabel, Prinzessin von Brasilien; Vieira Lusitano, 1753.

Als ihr Vater 1777 starb, bestieg Maria als erste unbestrittene Königin den portugiesischen Thron. Formal herrschte sie zusammen mit ihrem Ehemann als gleichberechtigtem König, dennoch lag die eigentliche königliche Autorität ausschließlich bei Maria, da sie die direkte Erbin der Krone war und Peter III. wenig Interesse an der Regierung zeigte. Da Peters Königtum nur jure uxoris war, würde seine Regierungszeit im Falle von Marias Tod enden und die Krone wird an Marias Nachkommen weitergegeben. Peter verstarb jedoch schon vor seiner Frau im Jahre 1786. Maria galt in der Zeit vor ihrem Wahnsinn als gute Herrscherin.
Ihre erste Handlung als Königin bestand darin, den populären Staatssekretär des Königreichs, den Marquês de Pombal, den sie hasste, zu entlassen. Pombal versuchte Portugal durch eine Reihe von Reformen zu einem modernen Staat zu machen. Aus dem alten, klerikalen Königreich formte er so einen aufgeklärt absolutistischen Staat. Diese Reformen brachten ihn jedoch schnell in den Gegensatz zur katholischen Kirche, die er dann auch konsequent bekämpfte (z. B. Verbot des einflussreichen Jesuitenordens in Portugal und Brasilien 1759). Maria dagegen war sehr fromm, weshalb sie die antiklerikale Politik Pombals nicht befürwortete. Sobald sie den Thron bestiegen hatte, entließ sie deshalb Pombal bereits acht Tage nach dem Tod ihres Vaters. Bis zum Ende seines Lebens stand Pombal von da an unter Hausarrest. Sie machte eine Reihe der antikirchlichen Reformen des Markgrafen rückgängig, entließ die politischen Gefangenen, setzte jedoch seine Außen- und Wirtschaftspolitik fort. Die Erneuerung der Infrastruktur des Landes wurde fortgesetzt, das bisherige Defizit im Außenhandel mit England abgebaut und gleichzeitig die Abhängigkeit von England durch eine Diversifizierung des Handels und eine Allianz mit Russland gemindert.
Zu den bemerkenswerten Ereignissen dieser Zeit zählen die Mitgliedschaft Portugals in der Liga der bewaffneten Neutralität (Juli 1782) und die Abtretung der Delagoa-Bucht von Österreich zugunsten Portugals im Jahr 1781.

## Verschlechterung des geistigen Zustandes

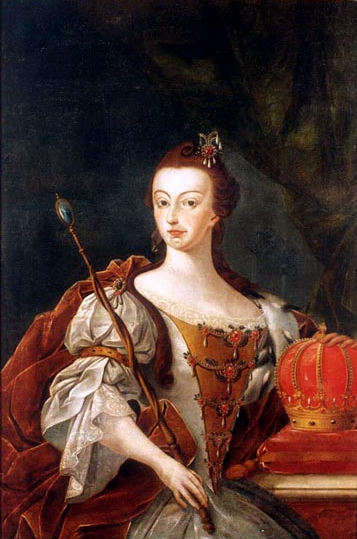
Königin Maria I, Königin von Portugal; José Leandro de Carvalho, 1808.

Nach dem Tod ihres Mannes 1786 verfiel die Königin zunehmend in eine übersteigerte Frömmigkeit. Als 1788 der älteste Sohn Joseph an den Pocken starb, verstärkte das die geistige Labilität Marias. Im Februar 1792 wurde sie von Francis Willis behandelt – dem gleichen Arzt, der auch König George III. von Großbritannien behandelte – und als geisteskrank eingestuft. Willis wollte sie nach England bringen, aber der Plan wurde vom portugiesischen Cortes abgelehnt. Bald darauf zerschlugen alle Hoffnungen auf eine Verbesserung ihres geistigen Zustands. Marias zweiter Sohn und neuer Erbe, Johann, der spätere König Johann VI., übernahm die Regierung in ihrem Namen, obwohl er erst 1799 den Titel eines Prinzregenten annahm.
Als die Real Barraca de Ajuda 1794 niederbrannte, musste die Cortes nach Queluz ziehen, wo die kranke Königin den ganzen Tag in ihren Wohnungen lag. Besucher sollen sich über schreckliche Schreie beklagt haben, die im ganzen Palast widerhallten.

## Die napoleonischen Kriege
1801 sandte der spanische Premierminister Manuel de Godoy eine Armee aus, um mit der Unterstützung Napoleons in Portugal einzudringen, was zum Orangen-Krieg führte. Obwohl die Spanier ihre Invasion beendeten, zwang der Friede von Badajoz am 6. Juni 1801 Portugal, Olivença und andere Grenzstädte an Spanien abzutreten. Am 29. September 1801 unterzeichnete Johann VI. den Vertrag von Madrid (1801) und trat die Hälfte des portugiesischen Guyana an Frankreich ab, was daraufhin zu Französisch-Guayana wurde.
Die Weigerung der portugiesischen Regierung, sich der von Frankreich geführten Kontinentalsperre gegen Großbritannien anzuschließen, gipfelte in der französisch-spanischen Invasion Portugals Ende 1807 unter der Führung von General Junot. Der ultimative napoleonische Plan für Portugal bestand darin, es in drei Abschnitte aufzuteilen. Die nördlichen Teile Portugals, vom Douro bis zum Minho, sollten das Königreich Nord-Lusitanien werden, und sein Thron wurde König Ludwig II. von Etrurien versprochen. Die Provinz Alentejo und das Königreich Algarve würden zusammengelegt, um das Fürstentum der Algarven zu bilden, dessen Souverän der spanische Premierminister Manuel de Godoy sein würde. Der verbleibende Teil Portugals wäre direkt von Frankreich regiert worden.

### Flucht nach Brasilien

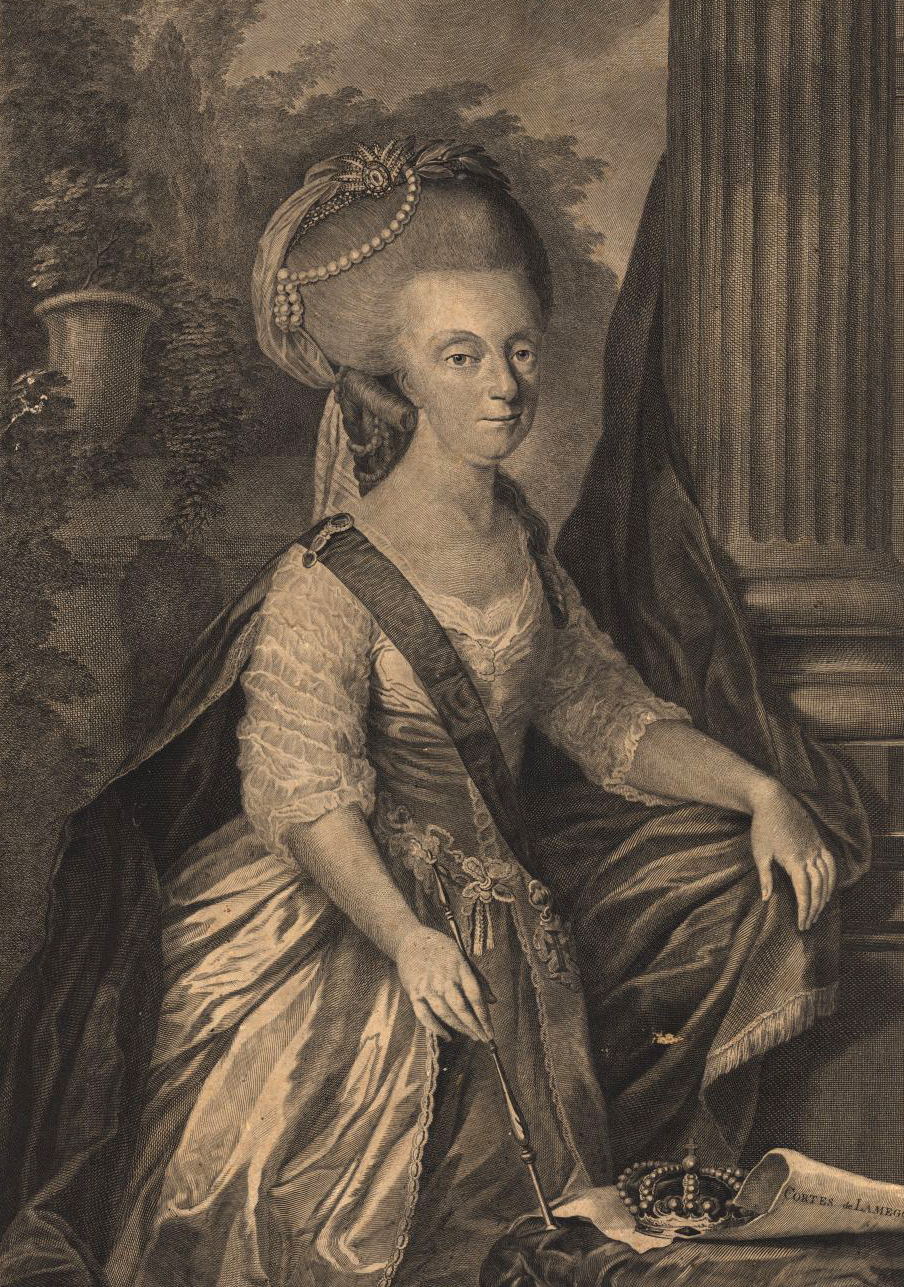
Stich von Maria I. von 1786

Auf Drängen der britischen Regierung beschloss die gesamte Braganza-Dynastie, am 29. November 1807 zu fliehen, um eine Exilregierung im portugiesischen Vizekönigreich Brasilien zu errichten. Mitten in einem Anfall von Wahnsinn wurde Maria von ihrem Enkel Dom Miguel zur Kutsche getragen, die sie zum Hafen bringen sollte. Während ihres Umzugs vom königlichen Palast zu den Docks hörte man sie während der gesamten Reise schreien. Die Demenz der Königin war so groß, dass sie befürchtete, während ihres Transports von ihren Dienern gefoltert oder ausgeraubt zu werden. Zusammen mit der königlichen Familie wurde Maria an Bord der Karacke Príncipe Real gebracht. In der Kutsche sprach sie dann in einem Anflug früherer Majestät den berühmten Satz: „Nicht so schnell, sonst glauben die Leute noch, wir fliehen!“ («não vão tão depressa! Eles vão pensar que estamos a fugir!»)
Im Januar 1808 kamen der Prinzregent Johann VI. und sein Hof in Salvador da Bahia an. Unter dem Druck der lokalen Aristokratie und der Briten unterzeichnete der Prinzregent nach seiner Ankunft eine Handelsverordnung, die den Handel zwischen Brasilien und befreundeten Nationen eröffnete, die in diesem Fall vor allem zugunsten der Interessen Großbritanniens ausfiel. Dieses Gesetz brach einen wichtigen Kolonialpakt, der es Brasilien erlaubte, nur direkte Handelsbeziehungen mit Portugal aufrechtzuerhalten.
Am 1. August 1808 landete der britische General Arthur Wellesley (später Herzog von Wellington) mit einer britischen Armee in Lissabon und löste somit den Krieg auf der Iberischen Halbinsel aus. Der Sieg Wellesleys über Junot in der Schlacht von Vimeiro (21. August 1808) führte zu Verhandlungen seiner Vorgesetzten und resultierte in der Konvention von Cintra (30. August 1808). Dadurch ermöglichte man den französischen Truppen den friedlichen Abzug aus Portugal.
Wellesley (jetzt als Lord Wellington) kehrte am 22. April 1809 nach Portugal zurück, um den Feldzug wieder aufzunehmen. Die portugiesischen Streitkräfte unter britischem Kommando zeichneten sich durch die Verteidigung der Linien von Torres Vedras (1809–1810) und die anschließende Invasion Spaniens und Frankreichs aus. 1815 rief die Regierung des Prinzregenten Johann Brasilien zum Königreich aus. Brasilien verlor den Kolonialstatus und blieb mit dem Königreich Portugal durch Personalunion verbunden. Maria I. wurde somit zur Königin des Vereinigten Königreichs Portugal, Brasilien und den Algarven ernannt. Als Napoleon 1815 endgültig besiegt wurde, blieben Maria und ihre Familie in Brasilien.

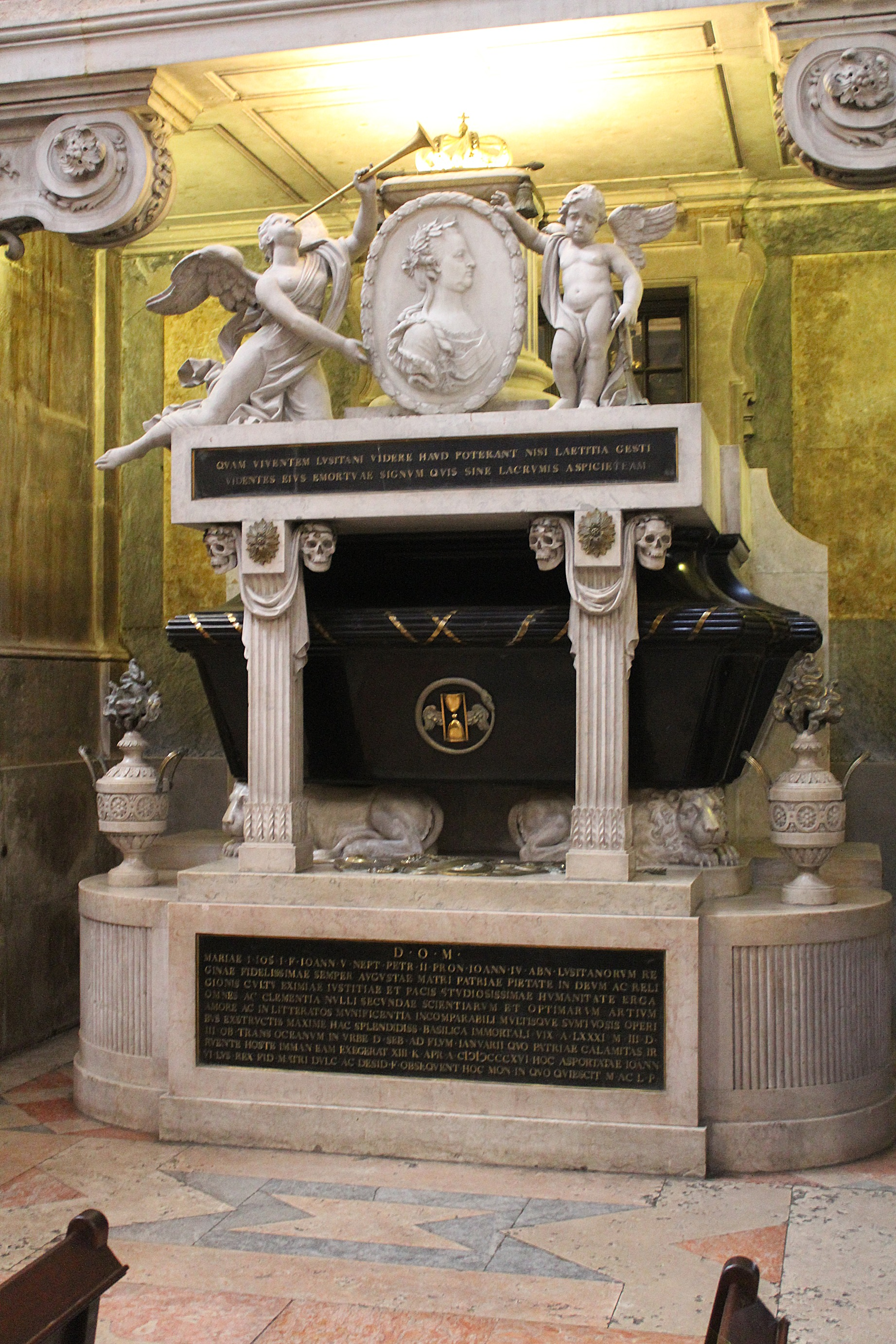
Grab von Maria I. in der Basílica de Estrela in Lissabon, Portugal

## Tod und Vermächtnis
Maria lebte insgesamt acht Jahre in Brasilien, ohne jemals wieder aktiv die Regierung zu übernehmen. Im Jahr 1816 starb sie im Alter von 81 Jahren im Carmo-Kloster in Rio de Janeiro. Nach der Rückkehr der königlichen Familie 1821 nach Portugal wurden ihre sterblichen Überreste zurück nach Portugal überführt und in der Basílica da Estrela beigesetzt, die sie und ihr Mann einst als Dank für die Geburt ihres ersten Sohnes errichten ließen. Maria I. und der im Monumento à Independência do Brasil in São Paulo beigesetzte Peter I. sind die einzigen Monarchen der portugiesischen Braganza-Dynastie, die nicht im Panteão da Casa de Bragança beigesetzt sind. Nach ihrem Tod wurde Prinzregent Johann zum König von Portugal, Brasilien und den Algarven ernannt.
Maria ist sowohl in Brasilien als auch in Portugal aufgrund der enormen Veränderungen und Ereignisse, die während ihrer Regierungszeit stattfanden, eine sehr bewunderte Persönlichkeit. In Portugal wird sie als starke weibliche Figur gefeiert. Ihr Erbe erstrahlt im portugiesischen Queluz-Palast, einem Meisterwerk des Barock-Roccoco, den sie mitgestaltet hat. Eine große Statue von ihr steht vor dem Palast, und eine Pousada in der Nähe des Palastes ist ihr zu Ehren benannt. Eine große Marmorstatue der Königin wurde von den Schülern von Joaquim Machado de Castro in der portugiesischen Nationalbibliothek in Lissabon aufgestellt.
In Brasilien wird sie als Schlüsselfigur für die spätere Unabhängigkeit Brasiliens bewundert. Während ihrer Regierungszeit, wenn auch durch die Regentschaft ihres Sohnes, wurden viele der nationalen Institutionen und Organisationen in Brasilien gegründet. Diese Institutionen waren die Vorläufer ihrer heutigen Entsprechungen und gewährten den brasilianischen Kolonialherren ein hohes Maß an Macht. Während sie in Brasilien oft als A Louca (die Verrückte) bezeichnet wird, schätzen brasilianische und portugiesische Historiker sie sehr.

## Familie
Mit ihrem Ehemann Peter III. hatte sie folgende Kinder:
- Joseph Franz Xaver von Paola Dominik Antonius Augustin Anastasius (* 21. August 1761; † 11. September 1788), ⚭ 1777 Maria Francisca Benedita von Portugal, seine Tante
- Joseph Johann (* 26. September 1763; † 10. Oktober 1763)
- Johann VI. (* 13. Mai 1767; † 10. März 1826)
- Maria Anna Viktoria Josepha Franziska Xaver von Paola Antonia Johanna Dominika Gabriela (* 15. Dezember 1768; † 2. November 1788), ⚭ 1785 Prinz Gabriel von Spanien, einen jüngeren Sohn König Karl III.
- Maria Clementina Franziska Xaver von Paola Anna Josepha Antonia Dominika Feliciana Johanna Michaela Julia (* 9. Juni 1774; † 27. Juni 1776)
- Maria Elisabeth (* 22. Dezember 1776; † 14. Januar 1777)